# 林定强
林定强（1966年—），男，汉族，福建福清人，中华人民共和国政治人物。现任金辉集团股份有限公司董事长。第十二、十三、十四届全国政协委员。